# КТРК Спорт
КТРК Спорт — общенациональный спортивный телеканал в Кыргызстане, входящий в КТРК — в крупнейшую телерадио-вещательную корпорацию страны. Первый и пока единственный спортивный отечественный телеканал в Кыргызстане. Начал вещание 15 декабря 2015 года.
Язык вещания на телеканале — кыргызский и русский. Например, футбольные матчи с участием национальной сборной Кыргызстана вместе комментируют два комментатора на кыргызском и русском языках. Телеканал транслирует различные национальные и международные спортивные турниры и соревнования, в том числе футбольные матчи и турниры, такие как игры национальной сборной Кыргызстана и других возрастных сборных, в том числе по мини-футболу, Топ-Лигу Кыргызстана по футболу, Кубок Кыргызстана по футболу, Суперкубок Кыргызстана по футболу.
В первый для телеканала европейский футбольный сезон были приобретены права на трансляцию футбольных матчей испанской Ла Лиги и немецкой Бундеслиги. Приобрел права и транслировал Летние Олимпийские игры 2016 в Рио-де-Жанейро. Летом 2016 года КТРК приобрел права на трансляцию и транслировал матчи Чемпионата Европы 2016 во Франции. КТРК приобрел права на трансляцию и телеканал КТРК Спорт транслировал Чемпионат мира по футболу 2018 в России. Позднее были приобретены права на трансляцию матчей английской Премьер-лиги и итальянской Серии А.

### О канале
После долгих лет ожидания, в Кыргызстане открывается спортивный канал. Продюсером канала был назначен Шайырбек Арапов, который до этого был руководителем «Жаштар студиясы», главным режиссёром стал Элдияр Айылчиев- актёр и каскадер. В числе первых комментаторов были Кубан Атабеков, Эркин Абдуллаев, Ростислав Махотин, Бексултан Усеналиев и Нурсултан Жакыпбеков, Зыярат Эсенбай, Алымбек Адылбеков, Адилет Темирланов, Асылбек Бактыбеков, Эламан Касыкеев и Нурсултан Турусбеков.